# Michel Prissette
Michel Prissette (né le 22 septembre 1941 à Saint-Hilaire-sur-Helpe,), est un coureur cycliste français, principalement actif dans les années 1970.

## Biographie
Michel Prissette est originaire de Saint-Hilaire-sur-Helpe, une commune située dans le département du Nord. Septième enfant d'une famille d'agriculteurs, il déménage avec sa famille à Floyon alors qu'il est âgé de deux ans. 
Il commence le cyclisme à dix-sept ans, après avoir été champion départemental de course à pied. Sociétaire du CSC Ferrière-la-Grande, il remporte environ 160 courses, dont les trois premières éditions du Grand Prix des Marbriers. Il est également sélectionné en équipe de France amateurs, notamment pour disputer la Course de la Paix en 1964.
Une fois sa carrière cycliste terminée, il exerce divers métiers, dont celui d'entrepreneur. En 1978, il travaille comme directeur au Vélo Club Maubeugeois. Il reprend la direction de cette équipe à la fin de l'année 2016,.

## Palmarès
- 1960
  - 2e de Paris-Chauny
- 1961
  - Grand Prix des Marbriers
- 1962
  - Grand Prix des Flandres françaises
  - Grand Prix des Marbriers
- 1963
  - Grand Prix des Marbriers
- 1964
  - 2e de Paris-Troyes
- 1966
  - 3e du Circuit franco-belge
- 1967
  - 3e du Grand Prix des Marbriers